# Heiligenbeek
De Heiligenbeek is een beek in Nederlands Zuid-Limburg in de gemeente Meerssen. De beek ligt bij Geulle op de rechteroever van de Maas en heeft een lengte van ongeveer een kilometer, waarbij de verschillende zijtakken niet zijn meegeteld.
Ongeveer 500 meter noordelijker ligt het brongebied van de Molenbeek en haar zijbeken, op enkele tientallen meters noordelijk de Roosbeek en ruim 100 meter naar het zuiden de Leukderbeek.

## Ligging
De beek ligt op de westelijke helling van het Centraal Plateau in de overgang naar het Maasdal. De bronnen van de beek liggen in het Bunderbos op de helling ten westen van Moorveld en ten oosten van Hulsen. In dit hellingbos heeft de beek vijf takken die voor de spoorlijn Maastricht - Venlo samengevloeid zijn tot één beek. Deze beek gaat onder de spoorlijn door en stroomt in de vlakte van het Maasdal in noordwestelijke richting en westelijke richting. In Hulsen mondt de Leukderbeek uit in de beek en kruist het de Hulserstraat. Op ongeveer 350 meter westelijker mondt ook de Bosbeek er in uit. In Westbroek mondt de Heiligenbeek uit in de Verlegde Broekgraaf. Bij Kasteel Geulle vloeit de beek samen met de Molenbeek en de Zandbeek om de Oude Broekgraaf te vormen die via een duiker onder het Julianakanaal doorgaat en uiteindelijk in de Maas uitmondt.

## Geologie
De Heiligenbeek ontspringt ten noorden en zuiden van de Geullebreuk, met de drie noordelijke takken ten noorden van de breuk op een hoogte van ongeveer 75 meter boven NAP en de twee zuidelijke takken ten zuiden van de breuk op respectievelijk ongeveer 69 en 85 meter boven NAP. Op deze hoogte dagzoomt ten noorden van de breuk klei uit het Laagpakket van Boom en ten zuiden van het Laagpakket van Kleine-Spouwen dat in de bodem een ondoorlatende laag vormt, waardoor het grondwater op deze hoogte uitstroomt.
Van de vijf takken zijn de drie zuidelijkste een kalktufbron.

## Geschiedenis
Rond 1928 werd de spoorlijn gereconstrueerd en ten behoeve hiervan werden op meerdere plekken ontwateringslossingen gegraven, zodat onderloopsheid van de spoordijk werd voorkomen. Eerder was de bodem van de spoordijk door verzadiging met het vele bronwater meermaals verzakt.